# Dún Chonchúir

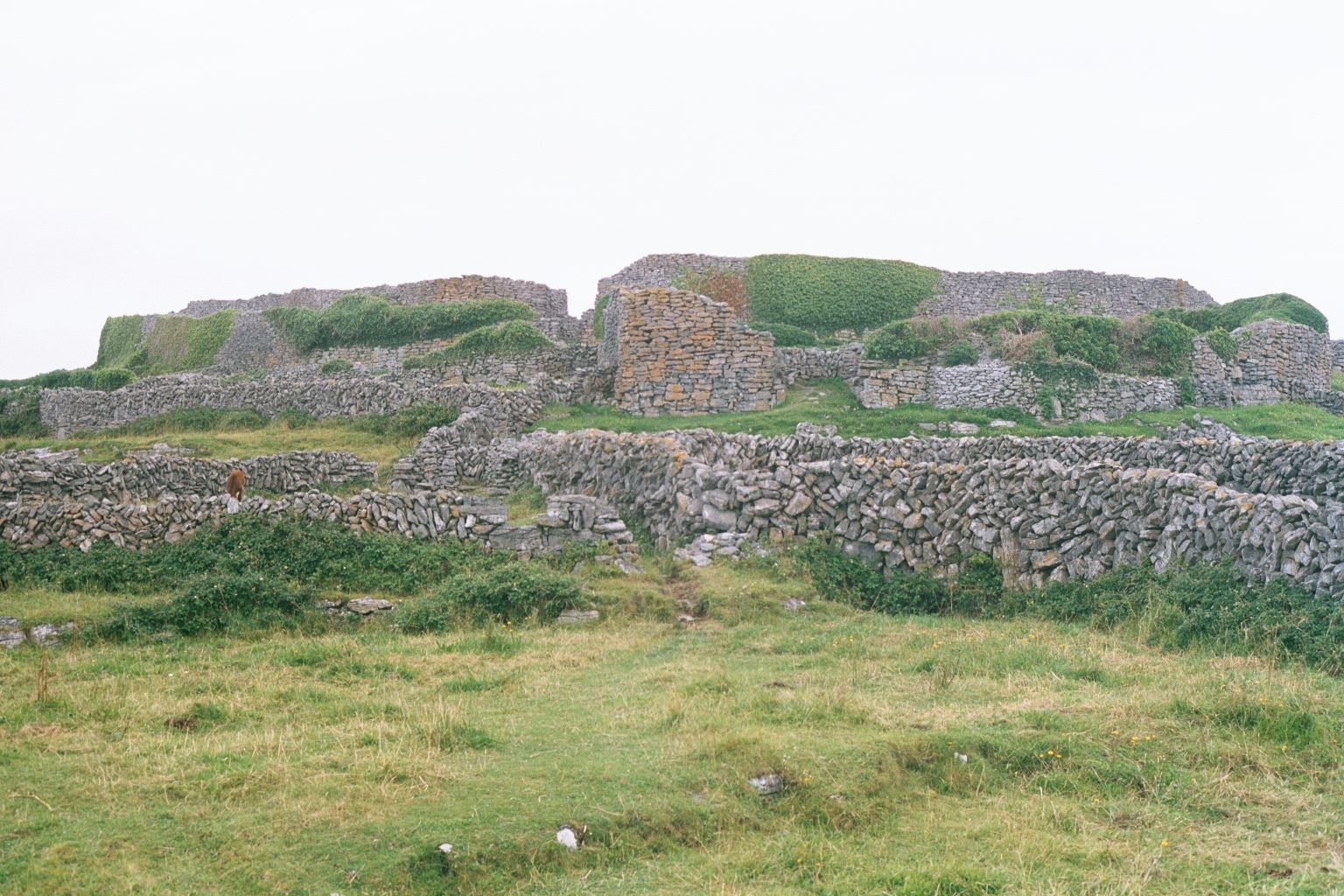
Dún Chonchúir

Innere des Dúns

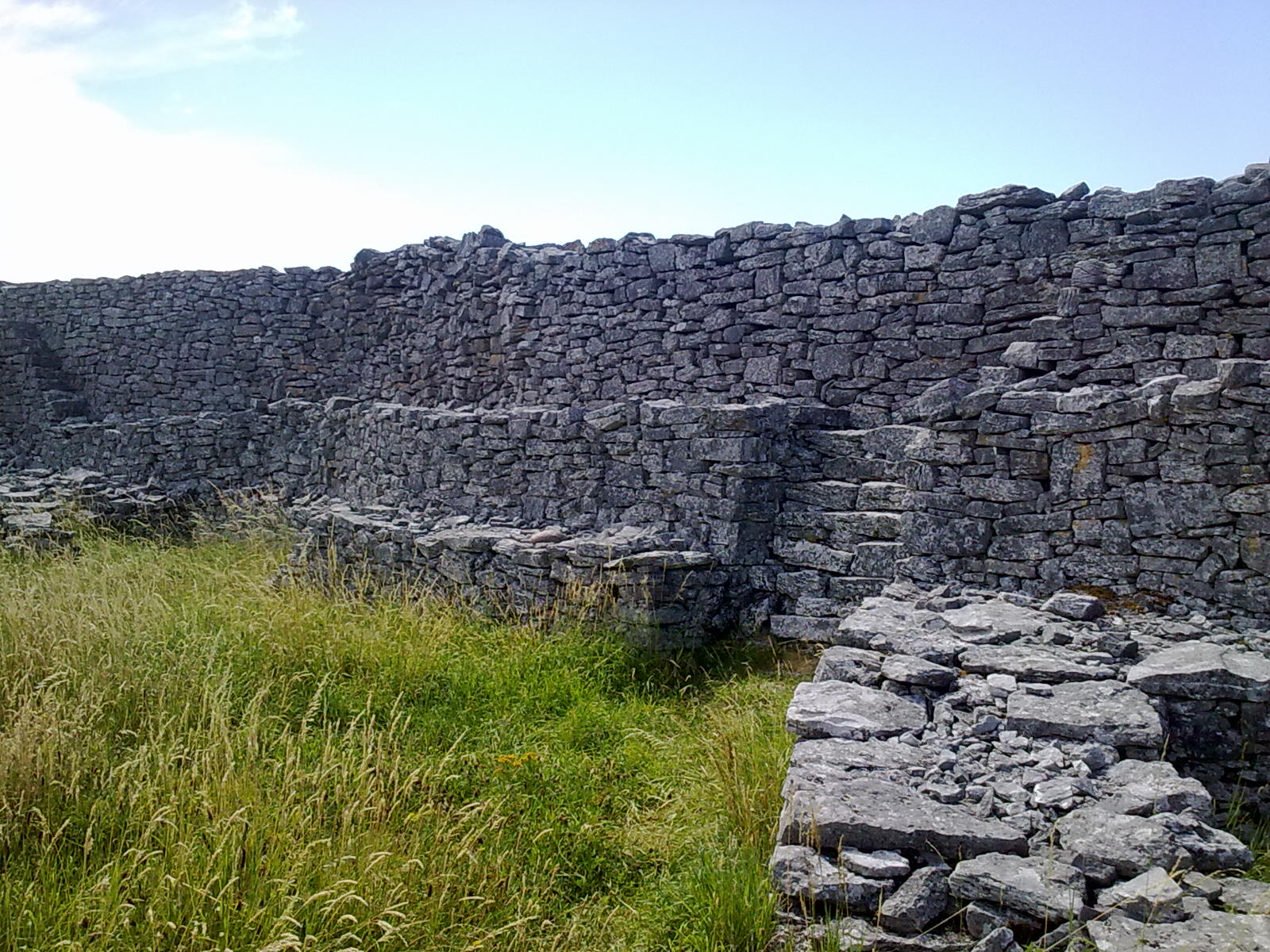
Maueransicht

Dún Chonchúir [duːn xɔnxuːɾʲ] bzw. im lok. Dialekt [duːn xrɔxuːɾʲ] (ältere irische Schreibung Dún Chonchobhair, englisch Doonconor) ist ein vorzeitliches Dún auf der Aran-Insel Inis Meáin, die zum County Galway in Irland gehört.
Im Unterschied zu anderen Steinforts auf den Aran-Inseln ist Dún Chonchúir von beinahe ovaler Form. Die an der höchsten Stelle der Insel gelegene Anlage misst 50 × 27 m. Mit einer Mauerhöhe von 5,5 m und einer fast ebensolchen Dicke ist seine etwa 160 m lange Mauer mächtiger als der innere Wall von Dún Aonghasa auf Árainn. Der Zugang liegt im Osten. An der Innenseite ist die Mauer in der für Anlagen dieser Art typischen Art terrassenartig vierfach gestuft. Die Terrassen waren bis zur Rekonstruktion im 19. Jahrhundert durch Treppen miteinander verbunden. Die meisten davon sind heute wieder rekonstruiert. Im breiten Mauerwerk befinden sich mehrere Nischen. Eine innere Plattform ist über Stufen erreichbar. Ob die ebenfalls teilrekonstruierten Hütten ein Bestandteil der ursprünglichen Nutzung waren, ist unbekannt. Da im Dún Chonchúir keine Ausgrabungen stattgefunden haben, kann der Zeitpunkt der Errichtung der Anlage nicht festgestellt werden. Vermutet wird eine Entstehung in der Eisenzeit. Es ist eines von sieben Steinforts auf den Aran-Inseln.

## Funktion
In der englischsprachigen Archäologie wird der fortifikatorische Charakter derartiger Anlagen betont.

## Kontext
Dún Chonchúir gehört neben Cahergall und Leacanabuaile (beide bei Cahersiveen), Cathair an Lóthair, Staigue Fort im Süden der Iveragh-Halbinsel alle im County Kerry, Dún Aonghasa im County Galway und dem Grianán von Aileach im County Donegal zu den bestrestaurierten großen steinernen Ringforts Irlands.
Ob alle Dúns diese Aufgabe hatten, ist nicht sicher. Es wird eingewandt, dass etliche Anlagen den technischen Aufgaben einer Befestigung nicht gerecht würden: Sie seien zu klein um einer Belagerung standzuhalten (kein Trinkwasser), strategisch ungünstig gelegen, weisen eine wehruntaugliche Innenbebauung sowie unpassende äußere Anlage auf. So liegen beim Dún Chonchúir an den Außenmauern zwei Rampen, die zwei Meter unterhalb der Mauerkrone enden. Der Autor folgert daraus, dass es sich bei den Anlagen um Kultbauten handelt.
Aus frühchristlicher Zeit ist überliefert, dass jene Clanchefs, die sich zum Christentum bekehrten, den Mönchen ihr Dún übergaben. Die frühesten irischen Klöster entstanden in ehemaligen Dúns oder setzten architektonisch die Form der Dúns in kaum gewandelter Form fort. Dúns oder Ráths werden in der irischen Mythologie mit Göttern oder den mit göttergleichen Fähigkeiten ausgestatteten Helden (nach Art des Herkules) in Verbindung gebracht.

## An Máilleach
1873 lebte im Fort für einige Monate ein Mann aus Connemara namens William O’Malley („An Máilleach“), der – nachdem er seinen Vater erschlagen hatte – nach Inis Meáin floh, ehe er sich schließlich nach Amerika absetzen konnte. Beruhend auf dieser Geschichte schrieb John Millington Synge sein Theaterstück Der Held der westlichen Welt (The Playboy of the Western World).